# Николаево (Габровская область)
Николаево (болг. Николаево) — село в Болгарии. Находится в Габровской области, входит в общину Трявна. Население составляет 6 человек.

## Политическая ситуация
Николаево подчиняется непосредственно общине и не имеет своего кмета.
Кмет (мэр) общины Трявна — Драгомир Иванов Николов (независимый) по результатам выборов в правление общины.